# マイケル・ロバーツ (歴史家)
マイケル・ロバーツ（Michael Roberts、1908年 – 1996年）は、イギリスの歴史家。スウェーデンの近世史を専門とし「軍事革命」という理論を提唱したことで知られている。

## 経歴
ロバーツはランカシャーのリザム・セント・アンズ出身。オックスフォード大学のウースターカレッジで教育を受けた。1935年から南アフリカのローズ大学で教職に就いた。第二次世界大戦中は兵役で東アフリカに駐屯した。
戦後、ロバーツはスウェーデンの首都ストックホルムのブリティッシュ・カウンシル代表に任命された。1954年、クイーンズ大学ベルファストの歴史学教授に就任した。1973年に引退。
彼はスウェーデンの詩人カール・ミカエル・ベルマンの詩集の翻訳なども手掛けた。